# Podopterus mexicanus
Podopterus mexicanus är en slideväxtart som beskrevs av Humb. & Bonpl.. Podopterus mexicanus ingår i släktet Podopterus och familjen slideväxter. Inga underarter finns listade i Catalogue of Life.